# Щербаков, Игорь Владимирович
И́горь Влади́мирович Щербако́в (род. 19 ноября 1955) — советский  и украинский композитор. Заслуженный деятель искусств Украины (1996), член НСКУ (с 1986), секретарь Правления НСКУ (с 1994), с 1999 — председатель Киевской организации национального союза композиторов Украины, с 2010 — председатель Национального союза композиторов Украины, лауреат Национальной премии Украины им. Т. Шевченко (1999). Член-корреспондент Национальной академии искусств Украины (2013), лауреат Всеукраинского фестиваля-конкурса «Композиторская молодежь Украины» (1990, 1-я премия). Лауреат Муниципальной премии «Киев» имени Артемия Веделя.

## Биография
Родился 19 ноября 1955 года в Днепропетровске. 
Образование
- Днепропетровское музыкальное училище.
- КГК имени П. И. Чайковского (1979)

Должности
- С 1994 года — профессор кафедры композиции Национальной музыкальной академии Украины имени П. И. Чайковского.
- Председатель Киевской организации Национального союза композиторов Украины (1999—2010).
- Председатель Правления Национального союза композиторов Украины (с 2010).
- член НСКУ (1986)
- секретарь Правления НСКУ (1994)
- председатель Киевской организации НСКУ (1999)
- председатель НСКУ
- член-корреспондент Национальной академии искусств Украины (2013)

## Отзывы
- Анатолий Калениченко, музыковед, сокурсник композитора: «Ещё во время учёбы в консерватории Игорь Щербаков отличался высоким трудолюбием, пониманием юмора, исключительной музыкальной эрудицией, и наряду с традиционным академическим ремеслом настойчиво осваивал современную образность и выразительность. Не потому ли даже написанные им со временем в остро современной стилистике произведения, притом не только постэкспрессионистской, постромантической и постимпрессионистической эстетики, но и постмодернистской, обозначены классической гармоничностью. Может, это прозвучит излишне субъективно, но даже в сугубо кластерных эпизодах таких произведений я ощущаю элементы классической графичности». (цитировано в[3])
- Алексей Скрыпник, ректор Донецкой Государственной музыкальной академии имени С. С. Прокофьева:«Своей музыкой композитор заставляет слушателя окунуться в бескрайность пространства, почувствовать многообразие психологических нюансов, задуматься над вневременными философскими аспектами отношения Человека к Миру.»[4]

## Награды и премии
- Муниципальная премия «Киев» имени А. Л. Веделя.
- Первая премия на фестивале «Композиторская молодёжь Украины» (1990)
- Заслуженный деятель искусств Украины (1996)
- Государственная премия Украины имени Тараса Шевченко (1999) — за спектакль «Ловушка для ведьмы» в Киевском государственном музыкальном театре для детей и юношества [5]
- Художественная премия «Киев» имени Артемия Веделя (2004).